# Місіма (Каґосіма)

Місіма (яп. 三島村, みしまむら, місіма мура) — село в Японії, у південній частині префектури Каґосіма, на залюднених островах Такесіма, Куросіма та Іодзіма, а також безлюдних островах Шова Іодзіма та Денсіма.